# Carl Friedrich Philipp von Martius
Carl Friedrich Philipp von Martius (Erlangen, 17 de abril de 1794 — Munique, 13 de dezembro de 1868) foi um médico, botânico, antropólogo e um dos mais importantes pesquisadores alemães que estudaram o Brasil, especialmente a região da Amazônia. Foi seguidor da taxonomia de Lineu.

## Biografia
Carl Friedrich Philipp von Martius nasceu na cidade bávara de Erlangen em 17 de abril de 1794. Filho de um farmacêutico, sua escolha profissional fora totalmente influenciada pelo tipo de trabalho do pai, e por isso posteriormente decidiu estudar medicina. Em 1814 finaliza o curso com a apresentação de um trabalho de doutorado sobre um estudo de botânica. Nessa mesma época, já era conhecido do cientista e zoólogo Johann Baptist von Spix, que possibilitou a entrada de von Martius na Academia de Ciências da Baviera.
Após retornar de sua jornada ao Brasil se torna membro e secretário vitalício da Academia e ocupa também o cargo de conservador do Jardim Botânico de Munique. Além de professor de botânica na Universidade de Munique, Carl von Martius participa de várias sociedades científicas dentre elas do Instituto Histórico e Geográfico Brasileiro. Tornou - se, portanto, sócio correspondente do IHGB (instituição responsável pela elaborar uma escrita da história nacional) de acordo com Manoel Luiz Salgado Guimarães. Nesse sentido, von Martius vence concurso intitulado Como se deve escrever a História do Brasil, no contexto de construção da ideia de Nação e consolidação do Estado Nacional no século XIX enquanto projeto de pensar a história brasileira de forma sistematizada. Entretanto, a problemática era que assim como o ideário de Nação estava sendo construído a História como disciplina científica dava seus primeiros passos. [carece de fontes?]
Em 1854, o rei Maximiliano II da Baviera introduz o projeto de um "palácio de vidro" no Jardim, causando grande revolta em von Martius que abdica do cargo de conservador.[carece de fontes?]
Carl Friedrich von Martius morreu em 1868 aos 74 anos em Munique no dia 13 de dezembro deixando esposa e filhos.[carece de fontes?] Foi sepultado no Alter Südfriedhof (Munique).

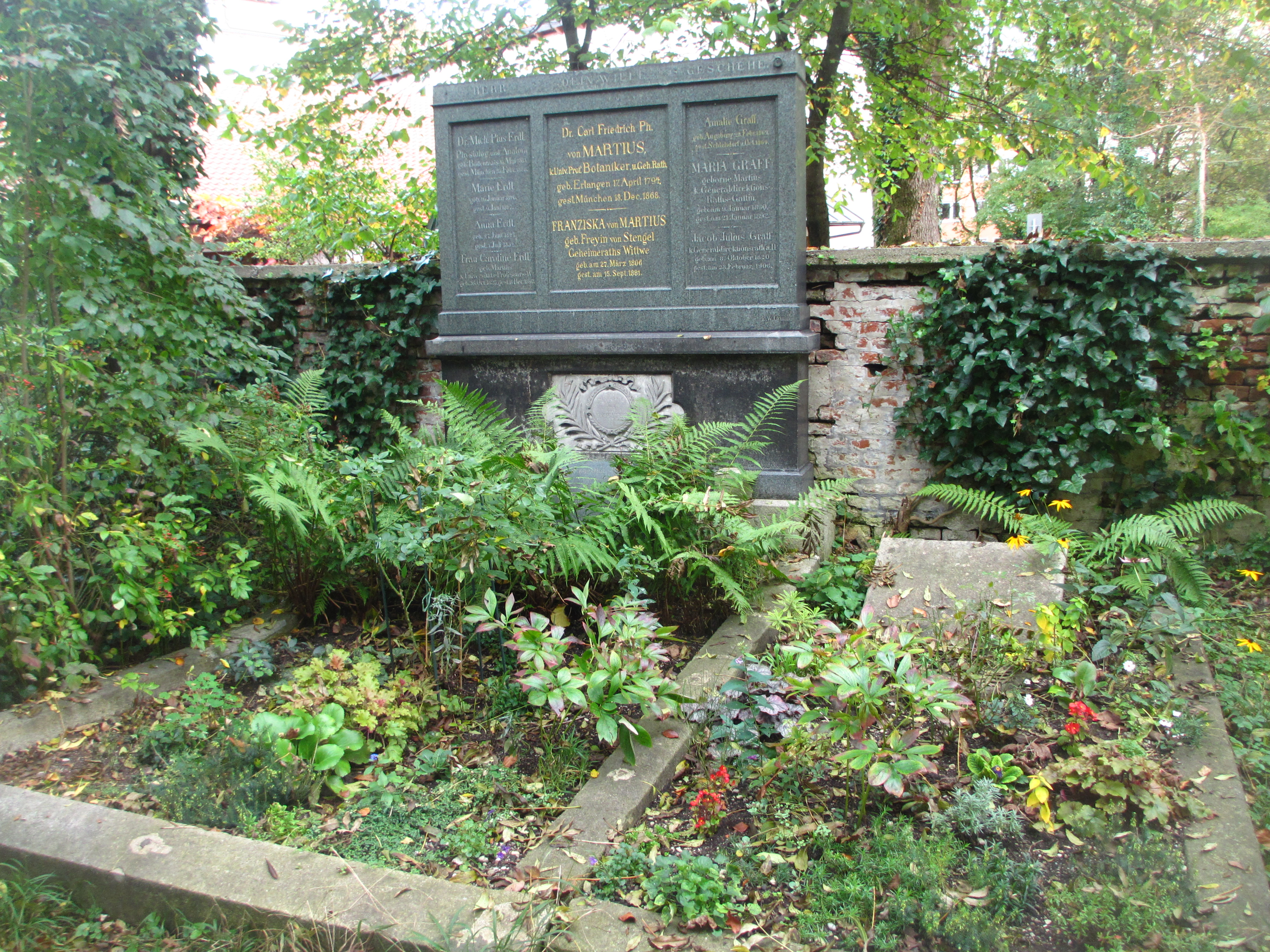
Sepultura de Carl Martius no Alter Südfriedhof em Munique

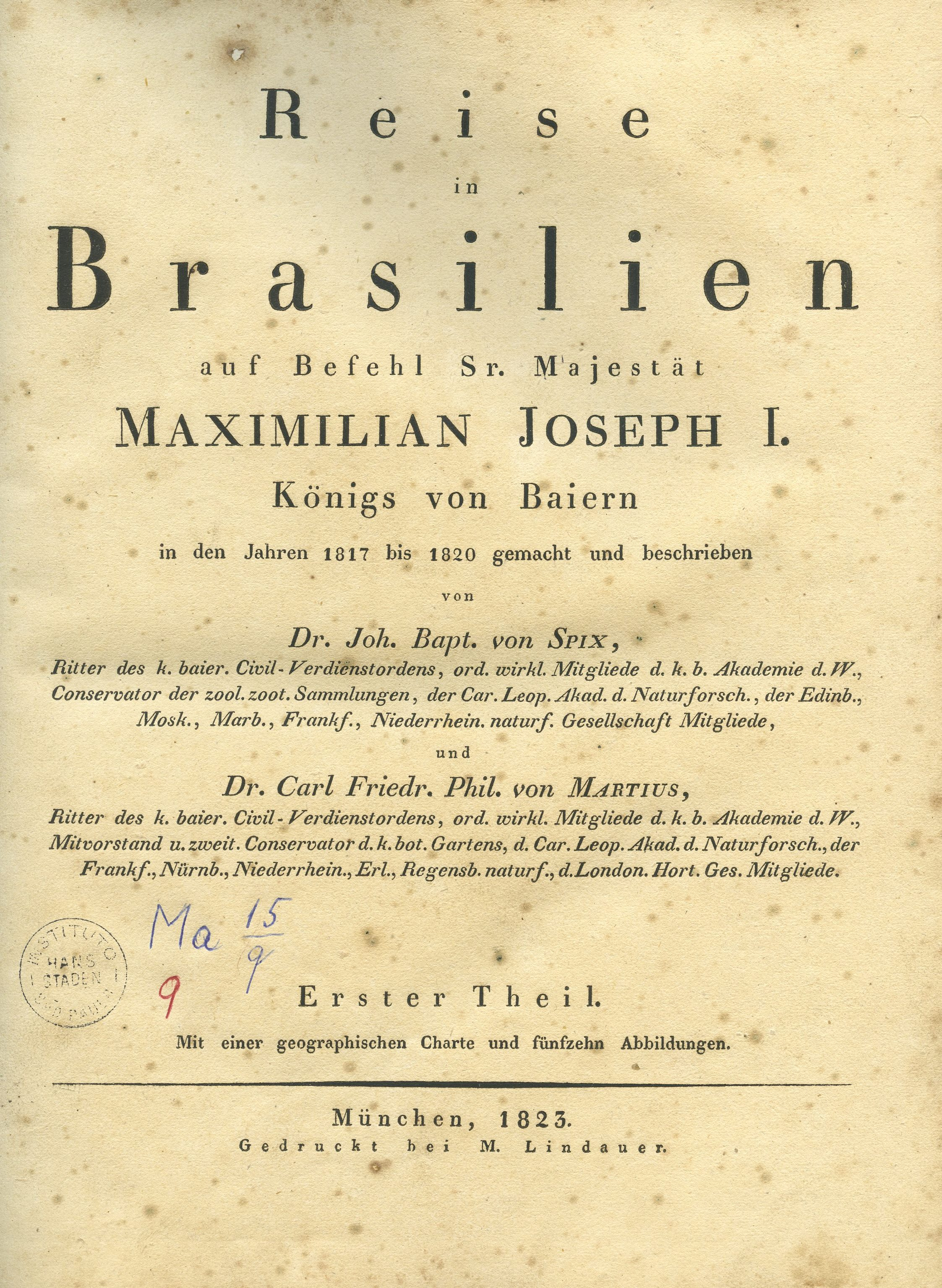
Capa do livro Reise in Brasilien

## A viagem ao Brasil

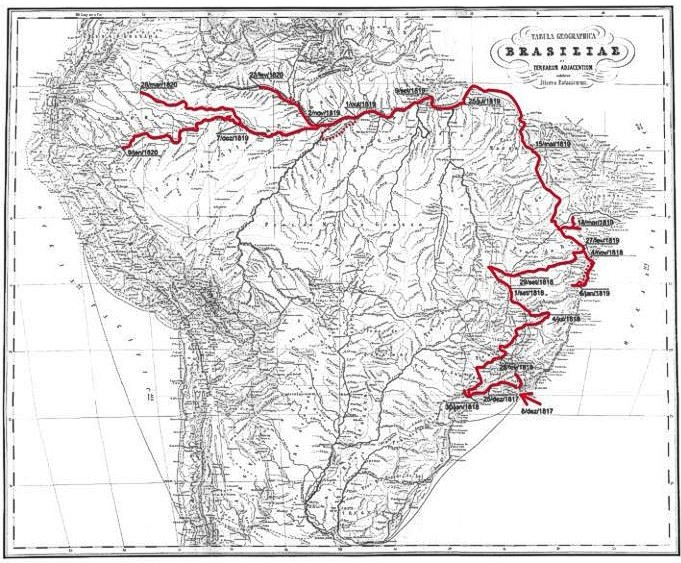
Percurso da expedição de 1817 a 1820

Carl Friedrich Philipp von Martius chegou ao Brasil em 1817 fazendo parte da comitiva da arquiduquesa austríaca Leopoldina, que viajava para o Brasil para casar-se com Dom Pedro I. Acompanhado do cientista Johann Baptist von Spix (1781-1826), recebera da Academia de Ciências da Baviera o encargo de pesquisar as províncias mais importantes do Brasil e formar coleções botânicas, zoológicas e mineralógicas, apesar da posição de outros naturalistas, que consideravam a viagem perigosa.[carece de fontes?]
Auxiliados por nativos e tropeiros, partiram do Rio de Janeiro em dezembro de 1817 rumo ao norte do país, passando por São Paulo, Minas Gerais, Goiás e pela Bahia. Ao chegarem a Salvador em novembro do ano seguinte, despacham o material zoobotânico, até então coletado e iniciam nova etapa da jornada. Nos quatro meses seguintes concluem a travessia dos inóspitos sertões de Pernambuco, Piauí e Maranhão.[carece de fontes?]
Após percorrerem milhares de quilômetros, sob chuvas torrenciais, seca, sede, calor e doenças, passam alguns meses em São Luís recuperando-se do grande desgaste psicológico e físico. O mês julho de 1819 foi marcado pelo inicio da exploração da bacia do Amazonas que durou aproximadamente 8 meses. Seguiram  o rio Amazonas até alcançarem a atual fronteira do Brasil com a Colômbia. Devido à doença do cientista Johann von Spix, o retorno da expedição foi antecipado e em 1820 retornaram à Alemanha.[carece de fontes?]

### Classificação
Classificação de regiões fitogeográficas do Brasil elaborada por Martius.
- Napéias;
- Naiádes;
- Oréades;
- Dríades;
- Hamadríades.

### Conclusão da viagem ao Brasil
Seis anos depois da chegada à Alemanha, Spix morreu em 1826, em consequência de uma doença tropical contraída durante a expedição no Brasil.
O livro Reise in Brasilien, composto por três volumes, foi publicado entre os anos de 1823 e 1831. Ele contém desenhos, estampas e mapas revelando informações interessantes do Brasil. Os desenhos feitos por Martius e Spix não só retratam a fauna e a flora, mas também as paisagens, o cotidiano do país e a viagem realizada pelos dois cientistas.[carece de fontes?]
A Flora Brasiliensis foi a obra de maior importância feita por Martius, tinha o objetivo de documentar e sistematizar todas as espécies de plantas brasileiras estudadas e também sua utilização medicinal, comercial e econômica. Carl von Martius não presenciou a conclusão de sua obra que fora sintetizada em 40 volumes, contendo mais de 22.000 espécies de plantas. Após sua morte, cientistas de outras nacionalidades ajudaram a concluir a obra que foi finalizada em 66 anos.[carece de fontes?]

## Outros estudos

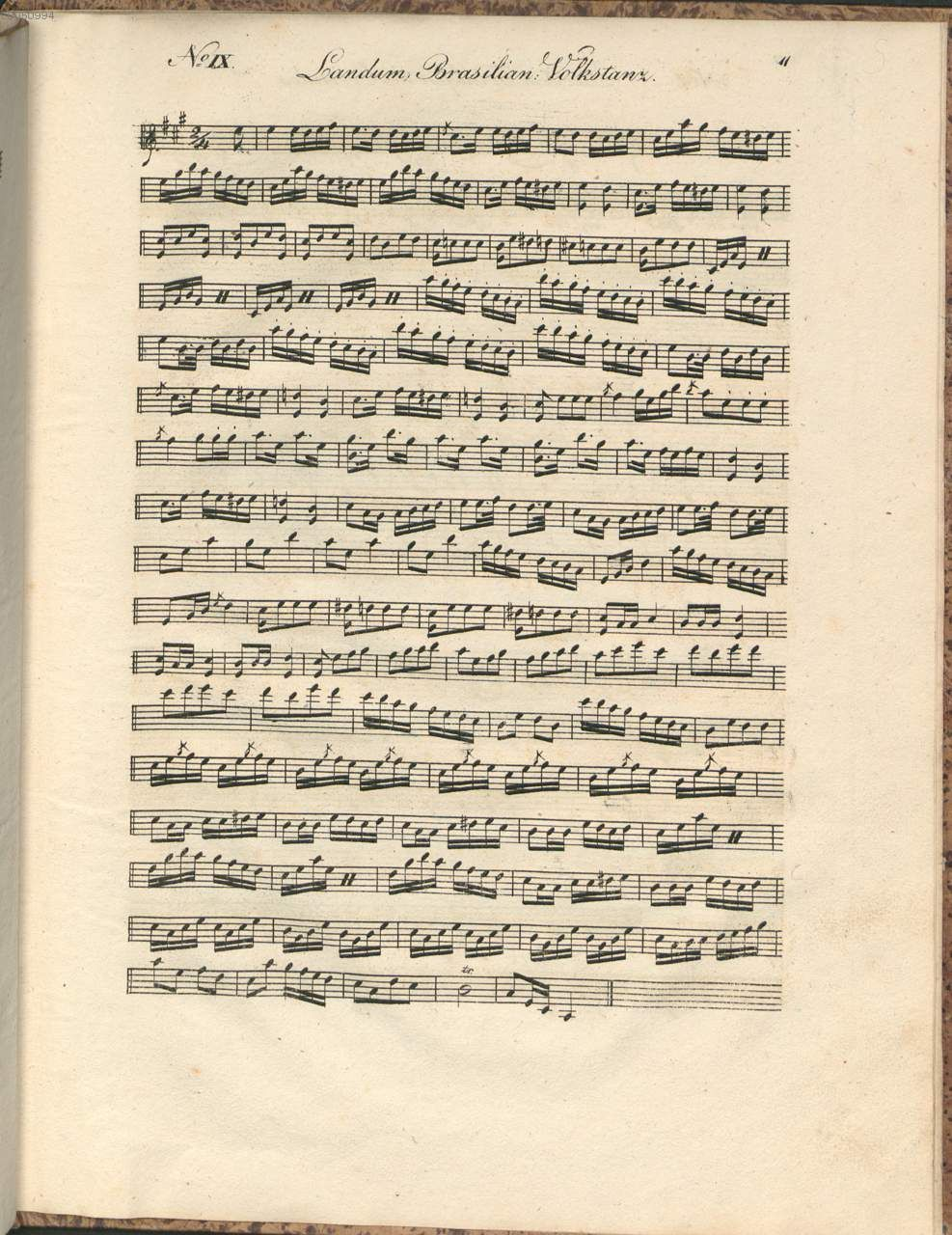
Lundu instrumental recolhido por Von Martius em sua viagem ao Brasil entre 1817 e 1820, publicado como anexo do livro "Viagem pelo Brasil", de Spix e Martius. É o registro musical mais antigo que se conhece do lundu..

Suas observações não se restringiram à botânica, suas obras contêm diversas pesquisas sobre etnografia, folclore brasileiro e estudos das línguas indígenas.[carece de fontes?]
A obra Viagem pelo Brasil descreve detalhadamente os costumes e características de diferentes tribos brasileiras, também descrevendo as línguas usadas por cada tribo. Martius faz uma tentativa de classificar as diferentes tribos, demonstrando sua visão etnocentrista, colocando os índios em uma posição inferior ao homem europeu.[carece de fontes?]
As opiniões de Von Martius e os preconceitos nelas encontrados são fruto do século XIX, uma época na qual idéias de eugenia predominavam no mundo civilizado. Desde o período colonial, é possível encontrar escritos que foram chamados de ´histórias do Brasil´, tais como relatos de administradores, missionários e viajantes que registraram os fatos ocorridos e observações sobre a vida e os costumes dos habitantes do Brasil entre os séculos XVI ao XVIII. Todavia, a preocupação com uma história que tomasse a ideia de um passado nacional é engendrada de maneira pontual com o surgimento político do Brasil independente. A partir da criação do Instituto Histórico e Geográfico Brasileiro (1838), cerca de sete anos antes da data da monografia, é que se percebe mais claramente a preocupação por parte da elite letrada e política com o projeto de formular uma história do Brasil. Mas é somente na década seguinte é que se acentuam as questões referentes à formulação de uma história pátria. Em um momento que a elite dirigente buscava consolidar o Estado imperial, todas as questões relativas à história do Brasil seriam cruciais para traçar a forma de se contá-la e a forma como os brasileiros se veriam a si próprios.
Para buscar as respostas a essas inúmeras questões, o secretário do referido Instituto, Januário da Cunha Barbosa, propôs uma premiação para quem respondesse sobre qual o melhor sistema para escrever a História do Brasil. O ganhador do concurso foi von Martius, em contato com a voga da disciplina histórica na Europa, particularmente na Alemanha e propôs uma história do Brasil que fosse ao mesmo tempo "filosófica" e "pragmática", tendo como eixo a formação de seu povo, incluindo nesta formação a "mescla das raças".[carece de fontes?]
A monografia de von Martius "Como se deve escrever a história do Brasil" aparece inserida numa preocupação com uma história que tomasse a ideia de um passado nacional, comum a todos os "brasileiros", que teve início com o surgimento político do Brasil independente. Sua contribuição foi tão importante para o conhecimento da flora brasileira, que von Martius foi homenageado como um nome de rua, no bairro do Jardim Botânico, na cidade do Rio de Janeiro.[carece de fontes?]

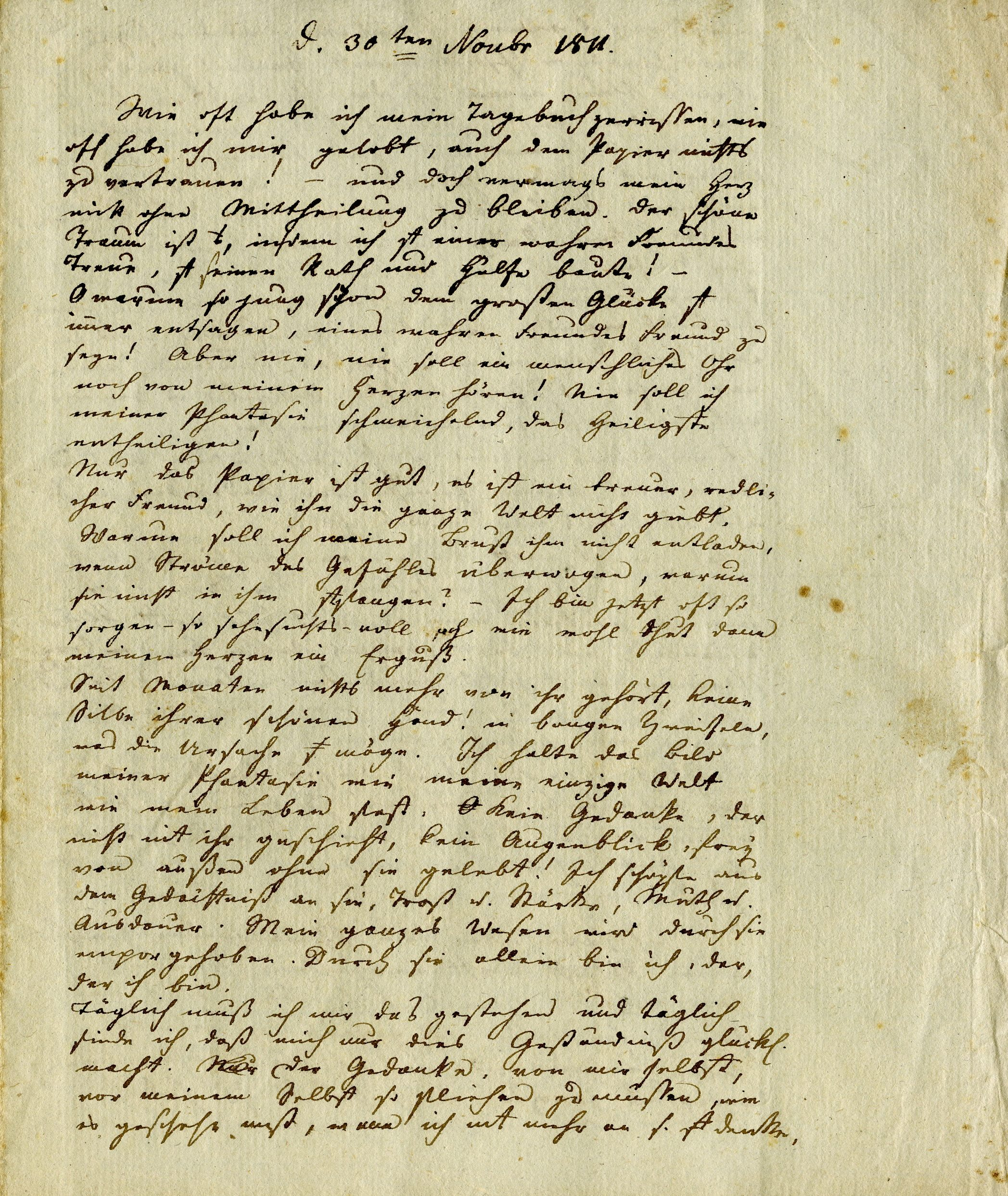
Primeira página do diário pessoal de Carl von Martius

Com sua pesquisa, Von Martius inaugura uma linha de pensamento que descreve a formação da identidade nacional brasileira, a partir da junção das três diferentes “raças” e os fatores naturais. Essa linha de pensamento influenciou muitos historiadores do século XIX e também a produção literária da época que se voltava aos cenários descritos pela viagem de Martius e Spix em romances e poesias.[carece de fontes?]
Ainda não há muito tempo era opinião geralmente adotada que os indígenas da América foram homens diretamente emanados da mão do Criador. (…) Enfeitado com as cores de uma filantropia e filosofia enganadora, consideravam este estado como primitivo do homem: procuravam explicá-lo, e dele derivavam os mais singulares princípios para o Direito Público, a Religião e a História. Investigações mais aprofundadas, porém, provaram ao homem desprevenido que aqui não se trata do estado primitivo do homem, e que pelo contrário o triste e penível (sic) quadro que nos oferece o atual indígena brasileiro, não é senão o residuum de uma muito antiga, posto que perdida história.

## Obras
- "Brasiliana da Biblioteca Nacional", Rio de Janeiro, 2001.
- MARTIUS, C. F. P. von. 1824. Die Physiognomie des Pflanzenreiches in Brasilien. Eine Rede, gelesen in der am 14. Febr. 1824 gehaltnen Sitzung der Königlichen Bayerischen Akademie der Wissenschaften. München, Lindauer, .
- MARTIUS, Karl Friedrich Philip von - "Flora brasiliensis", Stuttgartiae et Tubingae: Sumptibus, J. G. Cottae, 1829.
- MARTIUS, Carl F. Ph. von - "A Fisionomia do reino Vegetal no Brasil", Arquivos do Museu Paraense, v. 3, 1943; Boletim Geográfico, v. 8, n. 95, p. 1294-1311, 1951, .
- MARTIUS, C. F. von - Como se deve escrever a História do Brasil, publicado com O Estado de Direito entre os autóctones do Brasil. Belo Horizonte/São Paulo, Itatiaia/EDUSP, 1982.
- MARTIUS, C. F. von - "Natureza, Doenças, Medicina e Remédios dos Índios Brasileiros" (1844) Tradução e notas: Pirajá da Silva SP, Companhia Editora Nacional, INL/MEC, Brasiliana, 1979
- Martius, Karl Friedrich Philipp von; Eichler, August Wilhelm; Endlicher, István László; Fenzl, Eduard; Mary, Benj.; Oldenburg, R.; Urban, Ignaz. Details - Flora Brasiliensis, enumeratio plantarum in Brasilia hactenus detectarum :quas suis aliorumque botanicorum studiis descriptas et methodo naturali digestas partim icone illustratas /ediderunt Carolus Fridericus Philippus de Martius et Augustus Guilielmus Eichler ; iisque defunctis successor Ignatius Urban. - Biodiversity Heritage Library. [S.l.: s.n.] doi:10.5962/bhl.title.454
- Flora Brasiliensis Versão bilingue (português e inglês) produzida pelo Departamento de Botânica da UNICAMP